# Claude Lamoral II van Ligne
Claude Lamoral de Ligne (16 augustus 1685 – 7 april 1766), zesde prins van Ligne in opvolging van zijn broer Antoine Joseph, was een Zuid-Nederlands militair.
Hij onderscheidde zich in de Spaanse Successieoorlog en in de Oostenrijkse veldtocht tegen de Turken (beleg van Belgrado, 1717). In uitvoering van het Verdrag van Utrecht (1713) werd hij door keizer Karel VI in 1719 belast met het formeel in bezit nemen van West-Vlaanderen en Doornik en het Doornikse. Met grote luister deed hij intochten in Doornik, Ieper en Menen. In 1721 werd hij benoemd tot ridder in de Oostenrijkse tak van de Orde van het Gulden Vlies.
Na de dood van zijn vrouw in 1739 volgde hij haar op als graaf van Geleen en Amstenrade.
Het uitzicht van het kasteel van Beloeil is in grote mate te danken aan de verfraaiingen die hij er liet uitvoeren door de Parijse architect Jean-Michel Chevotet.
Voor zijn kinderen was hij een strenge vader. Zijn beroemde zoon Charles-Joseph weigerde hij toe te laten aan zijn sterfbed.

## Huwelijk en kinderen
Claude Lamoral II trouwde in 1721 met Elisabeth Alexandra zu Salm (1704-1739), dochter van Lodewijk Otto (1674-1738), vorst van Salm. Het paar kreeg drie kinderen:
- Louise Marie Christine (1728-1784), kanunnikes in de Abdij van Remiremont
- Marie Joseph (1730-1783), kanunnikes in het Sticht Essen
- Charles-Joseph (1735-1814), zevende prins van Ligne

## Voorouders
| Voorouders van Claude Lamoral II van Ligne | Voorouders van Claude Lamoral II van Ligne                                                     | Voorouders van Claude Lamoral II van Ligne                                                     | Voorouders van Claude Lamoral II van Ligne                                                     | Voorouders van Claude Lamoral II van Ligne                                                     | Voorouders van Claude Lamoral II van Ligne                                                     | Voorouders van Claude Lamoral II van Ligne                                                     | Voorouders van Claude Lamoral II van Ligne                                                     | Voorouders van Claude Lamoral II van Ligne                                                     |
| ------------------------------------------ | ---------------------------------------------------------------------------------------------- | ---------------------------------------------------------------------------------------------- | ---------------------------------------------------------------------------------------------- | ---------------------------------------------------------------------------------------------- | ---------------------------------------------------------------------------------------------- | ---------------------------------------------------------------------------------------------- | ---------------------------------------------------------------------------------------------- | ---------------------------------------------------------------------------------------------- |
| Overgrootouders                            | Floris van Ligne (1563-1624) ∞ Louisa Van Lotharingen (1595-1634)                              | Floris van Ligne (1563-1624) ∞ Louisa Van Lotharingen (1595-1634)                              | Johan VIII van Nassau-Siegen (1583-1638) ∞ Ernestine Jolande van Ligne (1594-1668)             | Johan VIII van Nassau-Siegen (1583-1638) ∞ Ernestine Jolande van Ligne (1594-1668)             | Enriques Ramon de Folches y Cardona (1588-1640) ∞ Catalina Fernandez y Cordova (1590-1646)     | Enriques Ramon de Folches y Cardona (1588-1640) ∞ Catalina Fernandez y Cordova (1590-1646)     | Diego de Beavidez de la Cuevas (1600-1666) ∞ Antonia Ruiz Corella (1609-)                      | Diego de Beavidez de la Cuevas (1600-1666) ∞ Antonia Ruiz Corella (1609-)                      |
| Grootouders                                | Claude Lamoral I van Ligne (1588-1622 ∞ Clara Maria van Nassau-Siegen (1595-1634)              | Claude Lamoral I van Ligne (1588-1622 ∞ Clara Maria van Nassau-Siegen (1595-1634)              | Claude Lamoral I van Ligne (1588-1622 ∞ Clara Maria van Nassau-Siegen (1595-1634)              | Claude Lamoral I van Ligne (1588-1622 ∞ Clara Maria van Nassau-Siegen (1595-1634)              | Louis Ramon de Folches y Cardona (1608-1670) ∞ Maria Theresia de Beavidez de la Cuevas (-1630) | Louis Ramon de Folches y Cardona (1608-1670) ∞ Maria Theresia de Beavidez de la Cuevas (-1630) | Louis Ramon de Folches y Cardona (1608-1670) ∞ Maria Theresia de Beavidez de la Cuevas (-1630) | Louis Ramon de Folches y Cardona (1608-1670) ∞ Maria Theresia de Beavidez de la Cuevas (-1630) |
| Ouders                                     | Hendrik Lodewijk Ernest van Ligne (1644-1702) ∞ Juana Monica de Aragon y Benavidez (1663-1691) | Hendrik Lodewijk Ernest van Ligne (1644-1702) ∞ Juana Monica de Aragon y Benavidez (1663-1691) | Hendrik Lodewijk Ernest van Ligne (1644-1702) ∞ Juana Monica de Aragon y Benavidez (1663-1691) | Hendrik Lodewijk Ernest van Ligne (1644-1702) ∞ Juana Monica de Aragon y Benavidez (1663-1691) | Hendrik Lodewijk Ernest van Ligne (1644-1702) ∞ Juana Monica de Aragon y Benavidez (1663-1691) | Hendrik Lodewijk Ernest van Ligne (1644-1702) ∞ Juana Monica de Aragon y Benavidez (1663-1691) | Hendrik Lodewijk Ernest van Ligne (1644-1702) ∞ Juana Monica de Aragon y Benavidez (1663-1691) | Hendrik Lodewijk Ernest van Ligne (1644-1702) ∞ Juana Monica de Aragon y Benavidez (1663-1691) |
| Claude Lamoral II van Ligne (1685-1766)    |                                                                                                |                                                                                                |                                                                                                |                                                                                                |                                                                                                |                                                                                                |                                                                                                |                                                                                                |